# Ernst Baumann (Maler)
Ernst Baumann (* 18. April 1909 in Wileroltigen; † 9. Januar 1992 in Basel) war ein Schweizer Kunstmaler und Zeichenlehrer. Sein Werk umfasst Ölmalerei, Radierungen, Zeichnungen, Gravuren, Mosaike, Siebdrucke, Lithografien und Wandmalerei.

## Leben und Werk
Ernst Baumann wurde auf einem kleinen Bauernhof im Kanton Bern geboren. Schon in früher Jugend, von Eindrücken aus der Natur geprägt, fasste er den Entschluss, Kunstmaler zu werden.
In den Jahren 1925 bis 1927 bereiste er Italien und Frankreich.  Von 1927 bis 1929 besuchte Baumann die Kunstkurse der Allgemeinen Gewerbeschule zu besuchen. In den Jahren 1929 bis 1930 verdiente er das Geld für seinen Lebensunterhalt als Lehrling bei einem Flachmaler. Von 1930 bis 1948 arbeitete er in unterschiedlichen Malerfirmen.
In Abendkursen an der Gewerbeschule für Kunst erweiterte Baumann seine Kenntnisse. 1933/1934 hielt sich Baumann mit Fritz Ryser an der Académie Colarossi und an der Académie de la Grande Chaumière in Paris auf. Zusätzlich erhielt er 1937 bis 1939 Stipendien des Basler Kunstvereins und nahm ab 1938 regelmässig an Ausstellungen teil. Weitere Stipendien folgten 1941 bis 1944 und 1947 bis 1949 (mit Aufenthalten in Italien).
Von 1948 bis zu seiner Pensionierung 1974 unterrichtete Baumann als Zeichenlehrer an der Allgemeinen Gewerbeschule Basel. Ab 1955 hielt er sich im Sommer des Öfteren im Mittelmeerraum, in südlichen Gegenden, an der Atlantikküste oder im Tessin und in den Schweizer Bergen auf. Bekanntheit erlangte Baumann vor allem durch Wandgemälde, die verschiedenste Gebäude schmücken.
Seine letzte Ruhestätte fand er auf dem Friedhof am Hörnli.

## Malstil
Bis zum Beginn der 1950er-Jahre wird dieser durch eine Ton-in-Ton-Malerei mit gedeckten Farben geprägt. Erst danach beginnt er langsam kräftigere Farben zu verwenden. Der Aufbau seiner Werke lässt sich häufig mit dem eines Mosaiks vergleichen. Farbe und Komposition seiner Bilder stehen in einem spannungsvollen Verhältnis. Diesen eigenständigen Stil verfeinerte er über die Jahre. Seine Bilder faszinieren durch ihre Farbgebung, aber auch durch ihre starke kompositorische Qualität. Seine Motive wählt er aus dem Alltagsleben, ohne grossen Prunk stellt er die Motive sensibel dar.

## Werke (Auswahl)

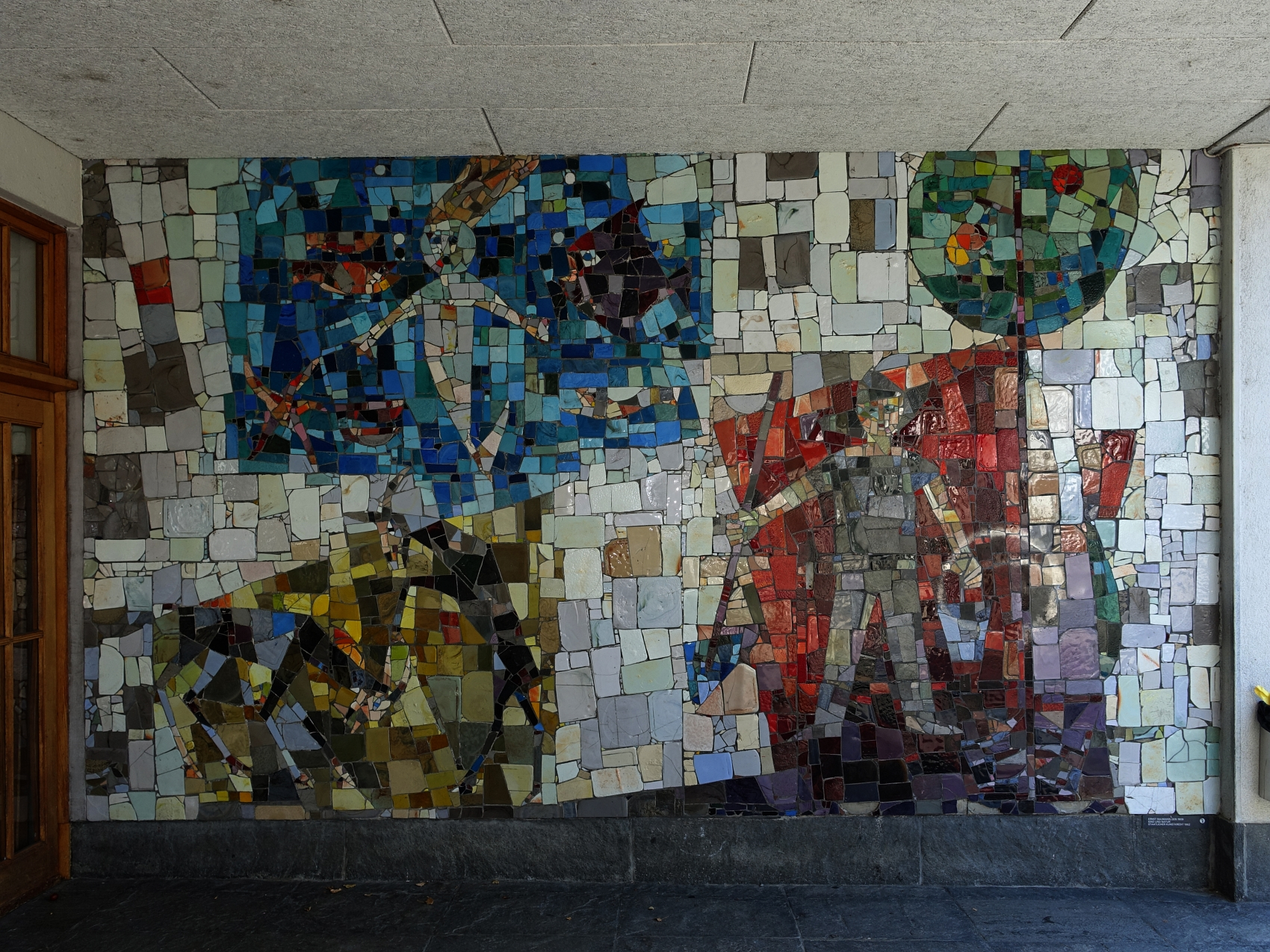
Mosaik Kind und Natur, 1962, Riehen

- Mosaik Kind und Natur, 1962, Riehen 1945, 1950 Wandbilder Friedhof am Hörnli und Wolfgottesacker, Basel
- 1956: Wandbild Der Frühling, Kantonsspital Basel
- 1962: Mosaik Kind und Natur, Schulhaus Erlensträsschen, Riehen (BS)
- 1965: Wandbild, Gemeindeverwaltung Bottmingen (BL)

## Ausstellungen
- 1952, 1956: Museum zu Allerheiligen, Schaffhausen
- 1960 Kunstverein Olten
- 1955 bis 1960: Mehrere Ausstellungen in der Galerie Bettie Thommen, Basel
- 1964: Kunsthalle Basel
- 1974, 1979 Gymnasium Bodenacker, Liestal
- 1976 Kunstausstellung Trubschachen
- 1982: Bad Homburg vor der Höhe
- 1988: Schweizerische Schifffahrtsschule, Basel
- 1989: Ausstellungsraum Kaserne, Basel
- 1993: Gedenkausstellung Gymnasium Bodenacker, Liestal
- 1999: Gedenkausstellung «Sprützehüsli», Oberwil
- 2001: Kunstausstellung in Trubschachen
- 2002: Galerie Schär und Wildbolz, Solothurn